# Marc Weisshaupt

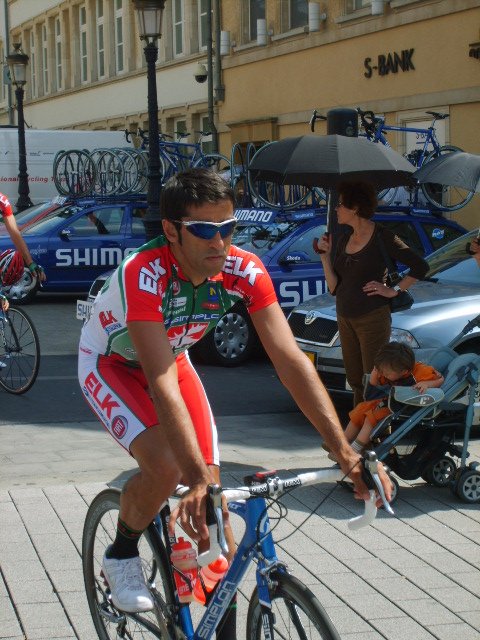
Marc Weisshaupt, vor der zweiten Etappe der Luxemburg-Rundfahrt 2007

Marc Weisshaupt (* 7. Juli 1970 in Krefeld) ist ein ehemaliger deutscher Radrennfahrer.
Marc Weisshaupt begann seine Karriere 1998 beim Team Gerolsteiner. In seinem zweiten Jahr fuhr er für Tönissteiner-Colnago, bevor er zu Flanders-Prefetex wechselte. 2003 fuhr er eine Saison bei dem polnischen Rennstall CCC Polsat, und 2005 fuhr er für das niederländische Continental Team Skil-Moser. Ab 2006 startete Weisshaupt fuhr das österreichische Professional Continental Team Elk Haus-Simplon.
Da er keinen neuen Arbeitgeber finden konnte, beendete er seine Karriere Ende 2007 ohne nennenswerte Erfolge.
Mitte 2011 startete der damals 41-jährige ein Comeback-Versuch beim drittklassigen griechischen Team Worldofbike.Gr. Ende August wurde dem Team von der UCI die Lizenz entzogen.

## Teams
- 1998 Team Gerolsteiner
- 1999 Tönissteiner-Colnago
- 2000–2001 Flanders-Prefetex
- 2003 CCC Polsat
- 2005 Skil-Moser
- 2006–2007 Elk Haus-Simplon
- 2011 Team Worldofbike.Gr